# Nils Ramm
Nils Arvid Ramm, pseudonim ringowy Nisse (ur. 1 stycznia 1903 w Sztokholmie, zm. 8 listopada 1986 w Linköpingu) – szwedzki bokser, wicemistrz olimpijski, mistrz Europy.
Uczestnicząc w Igrzyskach Olimpijskich w Amsterdamie 1928 roku zdobył srebrny medal w kategorii ciężkiej.
Startując w Mistrzostwach Europy w Sztokholmie 1925 roku został wicemistrzem Europy w wadze półciężkiej. Tytuł mistrza Europy wywalczył w Berlinie 1927 roku, w kategorii ciężkiej.
Dwukrotnie zdobył mistrzostwo Szwecji w 1926 i 1927 roku w wadze półciężkiej.
W latach 1928–1931 walczył na ringu zawodowym, stoczył 22 walki, z czego 17 wygrał, 1 zremisował i 4 przegrał.